# 찬찬

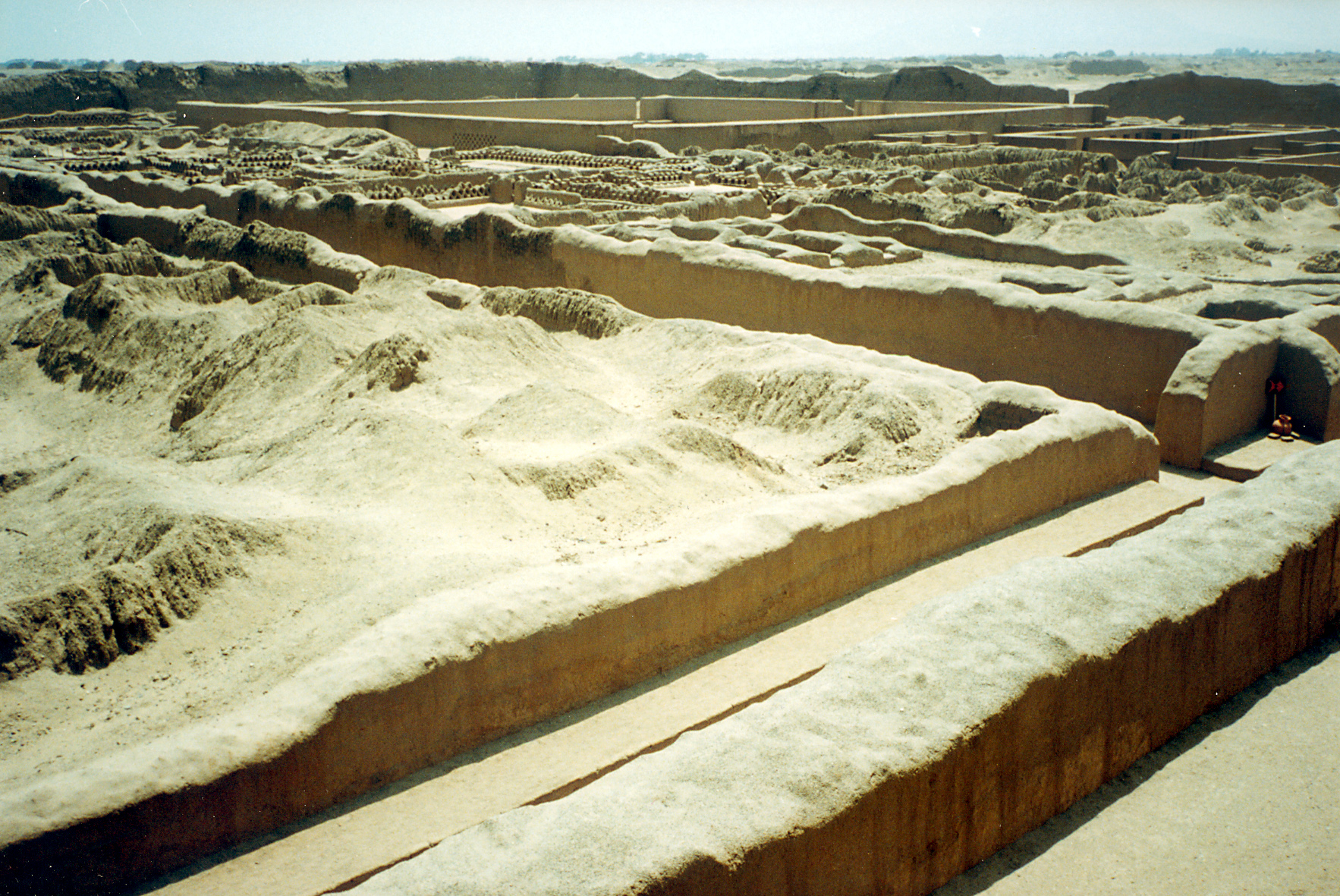

찬찬(Chan Chan)은 남아메리카의 콜럼버스 이전의 시대의 최대 도시이다. 지금은 페루 트루히요에서 서쪽으로 5킬로미터 떨어진 라리베르타드주의 고고학적 지역이다.
찬찬은 특히 페루 북부의 해안사막의 건조한 단면을 보여준다. 이 지역에 비가 오지 않아 염도가 없는 찬찬의 물의 주된 근원은 안데스산맥의 지표면 유출에 따른 강물 형태로 되어 있다. 이로 인해 관개 체계를 통해 육로와 물의 통제가 가능하다.
1986년 11월 28일, 유네스코는 찬찬을 세계유산으로 지정하였다.

## 같이 보기
- 잉카 제국
- 안데스산맥
- 침식
- 위험에 처한 세계유산
- 페루